# Brachyllus murzini
Brachyllus murzini är en skalbaggsart som beskrevs av Keith 1999. Brachyllus murzini ingår i släktet Brachyllus och familjen Melolonthidae. Inga underarter finns listade.